# Maja Højgaard
Maja Højgaard (født 20. marts 1986 i Mosede) er en dansk læge og kommunalpolitiker, der siden 1. juni 2024 har været borgmester i Brøndby Kommune, valgt for Socialdemokratiet.
Maja Højgaard er cand.med. fra Københavns Universitet i 2015 og har arbejdet som kirurg på Slagelse Sygehus.
Hun blev medlem af Brøndby Kommunalbestyrelse ved valget i 2021 og blev under konstitueringen valgt som 1. viceborgmester. Hun var fra 2009 til 2015 medlem af regionsrådet i Region Hovedstaden.
Den 25. april valgte den socialdemokratiske gruppe, der har absolut flertal i Brøndby Kommunalbestyrelse, at Maja Højgaard skal efterfølge Kent Max Magelund som borgmester.